# アル・サーク
アル・サーク（Albert Thake、1849年9月21日 - 1872年9月1日）は、19世紀のアメリカ合衆国のプロ野球選手（外野手）。イングランド・ノーフォークワイモンダム出身。

## 経歴
1869年にブルックリン・アトランティックスがシンシナティ・レッドストッキングスとプロ野球初の試合を行った時に、メンバーとして名を連ねている。1872年にはチームがナショナル・アソシエーションに加盟したことに伴い、プロ野球選手としても活動した。
しかし、シーズン中の1872年9月1日、ニューヨーク州・ブルックリン（ニューヨーク市）・フォートハミルトンの海岸にて、釣りの最中に溺死した。23歳の誕生日を迎える20日前の悲劇だった。また、プロ野球史上2人目の現役中に死去した選手となってしまった。
チームメイトや選手兼任監督だったボブ・ファーガソンは、アトランティックス消滅（1875年）までの間、彼の命日にはチャリティーを行ったと言われている。

## 年度別打撃成績
| 年 度    | 球 団    | 試 合 | 打 席 | 打 数 | 得 点 | 安 打 | 二 塁 打 | 三 塁 打 | 本 塁 打 | 塁 打 | 打 点 | 盗 塁 | 盗 塁 死 | 犠 打 | 犠 飛 | 四 球 | 敬 遠 | 死 球 | 三 振 | 併 殺 打 | 打 率 | 出 塁 率 | 長 打 率 | O P S |
| -------- | -------- | ----- | ----- | ----- | ----- | ----- | -------- | -------- | -------- | ----- | ----- | ----- | -------- | ----- | ----- | ----- | ----- | ----- | ----- | -------- | ----- | -------- | -------- | ----- |
| 1872     | BRA      | 18    | 78    | 78    | 14    | 23    | 2        | 2        | 0        | 29    | 15    | 2     | 0        | 0     | --    | 0     | --    | 0     | 2     | 1        | .295  | .295     | .372     | .667  |
| MLB：1年 | MLB：1年 | 18    | 78    | 78    | 14    | 23    | 2        | 2        | 0        | 29    | 15    | 2     | 0        | 0     | --    | 0     | --    | 0     | 2     | 1        | .295  | .295     | .372     | .667  |

- 「-」は公式記録なし